# Lac Allatoona
Le lac Allatoona, ou Lake Allatoona en anglais, est un lac de barrage situé aux États-Unis dans le nord-ouest de l'État de Géorgie, entre les villes de Cartersville et de Woodstock. Il est formé par la rivière de l'Etowah River. Ses rives sont bordées par le parc d'État de Red Top Mountain qui occupe une péninsule entre les deux bras du lac.

## Le barrage d'Allatoona
Le barrage d'Allatoona est un barrage-poids en béton situé sur la rivière Etowah. Sa construction, autorisée par les lois des Flood Control Acts de 1941 et 1944, fut retardée en raison de la Seconde Guerre mondiale et débuta en 1946. Le réservoir commença à se remplir en décembre 1949 et le barrage et la centrale électrique furent mis en service en janvier 1950. La centrale électrique a une puissance nominale de 85 MW. Le corps du génie de l'armée des États-Unis est propriétaire et chargé de l'exploitation du barrage.